# Zenson di Piave
Zenson di Piave ([d͡zenˈson di ˈpjave]; Zenson [d͡zeŋˈsoŋ] in veneto) è un comune italiano di 1 742 abitanti della provincia di Treviso in Veneto.

## Geografia fisica
Zenson di Piave è situato lungo la riva destra del fiume Piave, a 24 km ad est di Treviso. 
Il centro del paese si è sviluppato alla foce del canale Zenson (in dialetto Zensonat), un corso d'acqua originato dalla biforcazione del canale Zero nei pressi di Partisioni a Sant'Andrea di Barbarana.

## Origini del nome
La prima attestazione del toponimo risale al 1214 (Zensono). Le ipotesi più probabili lo fanno derivare da un nome personale in seguito dialettizzato: per Dante Olivieri sarebbe latino (Gentio, -onis), mentre per Giovan Battista Pellegrini è addirittura venetico (Gentios).
Francesco Scipione Fapanni lo lega invece alla famiglia veneziana Zen, che aveva possedimenti in queste terre, mentre Carlo Agnoletti lo riferisce a san Zenone o ai monaci zeniani.

## Storia
Le origini di Zenson sono antichissime: i ritrovamenti di utensili e resti di armi dimostrano che un primo insediamento si era formato già nel II millennio a.C. La civiltà fu indubbiamente favorita dalla posizione geografica della località, che permetteva di controllare i traffici lungo il Piave.
In epoca medievale lo sviluppo del territorio fu favorito dai benedettini di Santa Maria del Pero di Monastier. Furono proprio i monaci ad erigere, verso il 1470, l'attuale parrocchiale (intitolata, non a caso, a San Benedetto) che in un primo tempo fu sottoposta a San Mauro di Rovarè. Questa presenza si scontrò spesso con l'autorità vescovile di Treviso, che rivendicava per sé varie pertinenze del monastero, fra cui proprio Zenson.
Secondo quanto riferito dal Chimenton, durante le lotte tra Repubblica di Venezia e Ottone II di Sassonia, venne concesso ai devoti dell'imperatore di costruire le torri di guardia e di difesa in Genzone, l'attuale Zenson, e in Mussa. La torre di guardia potrebbe coincidere con la rocca di Cigoto (forse dall'occupazione Gota), costruita secondo alcune fonti durante le invasioni barbariche. Il primo riferimento relativo al fortilizio si trova in una causa della proprietaria Richelda con i Trevisan (1298); la possedettero poi i da Camino, che la offrirono alla città di Treviso nel 1318, e venne poi distrutta in data anteriore al 1580.
Nel 1717 il paese fu assegnato alla giurisdizione del monastero di monaci benedettini di San Giorgio Maggiore di Venezia. Con la soppressione napoleonica dei monasteri, la giurisdizione dei monaci benedettini venne sottratta dall'autorità vescovile di Treviso.
Il paese viene ricordato da molti storici per gli avvenimenti della Grande Guerra: dopo la Rotta di Caporetto, Zenson si trovò lungo il fronte del Piave. Storica è l'ansa dove si affrontarono esercito Italiano ed esercito Austro-ungarico durante le battaglie del novembre 1917 e del giugno 1918.

Nella prima metà del mese di novembre del 1917, l'esercito Austro-ungarico riuscì ad occupare l'ansa, ma venne violentemente contrattaccato dalle brigate Lecce, Pinerolo e Novara che lo costrinsero il 31 dicembre a ritirarsi.

Nel giugno 1918 si scontrarono il VII corpo d'armata austriaco (della V armata del Gruppo Boroevic) comandato dal generale Wurm e il XXVIII corpo d'armata Italiano (comprendente le Brigate Ferrara ed Avellino della III armata, comandata da S.A.R. il Duca d'Aosta); dopo sanguinose battaglie gli austriaci riuscirono ad occupare il paese (punto strategico per unire le due teste di ponte di Fagarè e di San Donà). Il 23 giugno dello stesso mese gli italiani riuscirono definitivamente a cacciare gli austriaci dal paese.

### Simboli
Lo stemma e il gonfalone del comune di Zenson di Piave sono stati concessi con decreto del presidente della Repubblica del 10 dicembre 2014.
Le tre lettere F Z B sono le iniziali dei paesi di Fagarè, Zenson e Sant'Andrea di Barbarana, compresi nel territorio comunale.
Il gonfalone è un drappo di giallo con la bordatura di azzurro.

## Monumenti e luoghi d'interesse

### Parrocchiale
Distrutta durante la Grande Guerra, la parrocchiale fu ricostruita nello stesso luogo della precedente su progetto dell'arch. Melchiori. Della vecchia chiesa rimangono solo il Busto di San Domenico e i due stemmi della famiglia Da Mula che ornavano un altare della vecchia chiesa. La nuova chiesa venne consacrata nel 1937.

### Barchesse di villa Mora-Sernagiotto
Si tratta di due grandi barchesse simmetriche, completate da un oratorio posto all'inizio di quella di ponente. Nell'ampio spazio tra i due edifici sorgeva la casa padronale, che fu però danneggiata durante la grande guerra e in seguito demolita. Il complesso, innalzato nell'ultimo trentennio del Seicento per conto dei Mora, nobili veneziani di origini svizzere, fu progettato da Andrea Tirali; tuttavia ha subìto nel tempo numerosi rimaneggiamenti e solo la cappella ha mantenuto le linee originali.

## Società

### Evoluzione demografica
Abitanti censiti

### Etnie e minoranze straniere
Al 31 dicembre 2022 gli stranieri residenti nel comune erano 210, ovvero il 12,0% della popolazione. Di seguito sono riportati i gruppi più consistenti:
1. Romania 60
2. Senegal 32
3. Marocco 27
4. Nigeria 27
5. Macedonia del Nord 20

## Economia
Il sistema produttivo locale può essere così riassunto:
n. 154 aziende agricole;
n. 2 aziende vinicole con vendita vini all'ingrosso;
n. 1 industria (settore alimentare - biscottificio);
n. 30 attività artigianali (medio-piccole);
n. 30 attività commerciali di vario tipo. 
Per quanto riguarda le attività produttive primarie, si rileva che il territorio agricolo è già adeguatamente tutelato dal P.R.G.
Il settore secondario sta attualmente registrando una fase di modesta e limitata crescita, mentre quello terziario, prevalentemente di tipo commerciale ha registrato una certa crescita, ma rimangono tuttavia necessari alcuni interventi di rafforzamento al fine di dotare il Comune di quei servizi commerciali e finanziari di base indispensabili, per esempio quello bancario con l'apertura a maggio 2024 di uno sportello bancomat evoluto.

## Infrastrutture e trasporti
In prossimità del comune passa la Strada provinciale SP34 che collega Ponte di Piave a Noventa di Piave.
Zenson di Piave è collegata al centro di Treviso dalla linea n.11 di autobus dell'azienda ATVO: San Donà di Piave - Zenson - Monastier - Treviso.

## Amministrazione

### Altre informazioni amministrative
Nel 1868 dal comune sono state distaccate le frazioni di Fagarè e Sant'Andrea di Barbarana per essere aggregate a San Biagio di Callalta. Le lettere riportate sullo stemma comunale non sono altro che le iniziali delle tre frazioni originarie (capoluogo compreso).